# Fluoruro de litio

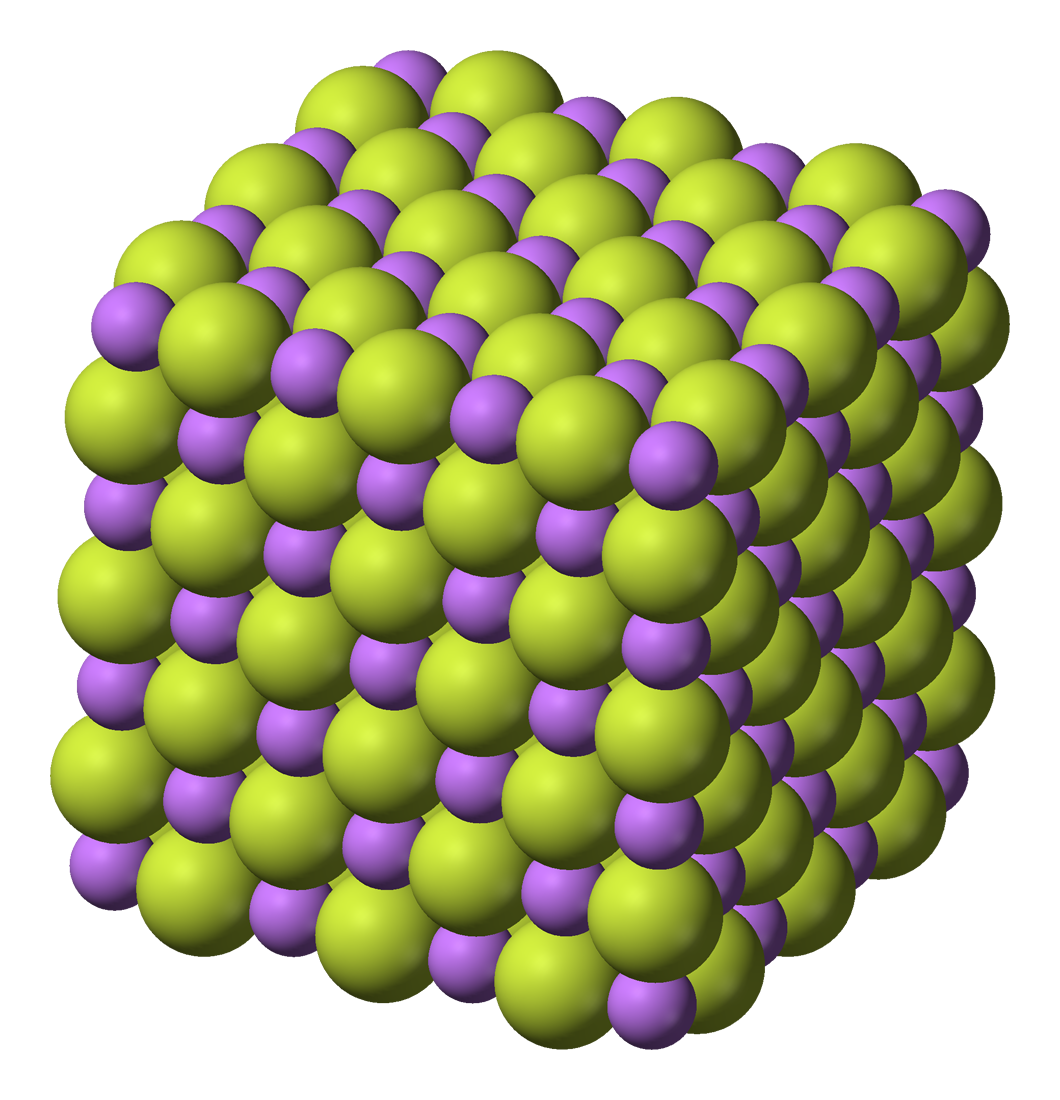
Fluoruro de litio.

El fluoruro de litio es un compuesto químico de fórmula LiF. Es una sal sólida, inorgánica, cristalina e iónica de color blanco bajo las condiciones normales de presión y temperatura. Transmite radiación ultravioleta con más eficiencia que cualquier otra sustancia.
Es poco soluble en agua.
Es una sustancia tóxica por ingestión y es irritante para ojos, piel y vías respiratorias.
Es la sustancia utilizada en los dosímetros termoluminiscentes para la medida de radiaciones ionizantes.
Al ser un compuesto iónico posee las características propias de él, alto punto de fusión y ebullición.
- Datos: Q409319
- Multimedia: Lithium fluoride / Q409319